# VdB 1
vdB 1 è una piccola nebulosa diffusa, visibile nella costellazione di Cassiopea.
Si osserva pochi primi d'arco a sud-est della brillante stella β Cassiopeiae, Caph, il cui chiarore diffuso disturba notevolmente l'osservazione della nebulosa; nella foto è ripresa in alto a sinistra. Possiede una struttura allungata con al centro una macchia scura, che lo rende simile ad una sorta di anello; sul lato orientale si trova la stella responsabile dell'illuminazione di vdB 1, HD 627, una stella bianco-azzurra sulla sequenza principale.
La sua importanza è legata alla presenza di una stella di pre-sequenza principale nota come V633 Cassiopeiae (o HBC 3 o LkHα 198), identificata per la prima volta nel 1960. Il suo spettro è stato stimato come B3, B9 o A5 a seconda delle interpretazioni, la sua distanza è di 600 parsec (quasi 2000 anni luce) e la sua luminosità reale è di 160 L☉; mostra inoltre una forte attività cataclismica, con dei brillamenti (flare). Nel corso degli anni novanta è stata scoperta una compagna annidata in profondità nella nube, che sembra essere la principale responsabile della gran parte delle emissioni nel vicino infrarosso osservate nella regione; la separazione reale con la primaria sarebbe di circa 3300 UA e la sua luminosità sarebbe pari a circa 100 L☉.
All'interno della nube sono conosciuti diversi getti, coincidenti con altrettanti oggetti HH: è il caso di HH 161, a sud-est di V633 Cas e legato alla sua compagna nascosta, HH 162, associato con la vicina V376 Cas, e HH 164, la cui sorgente è la stessa V633 Cas. A V633 Cas e alla compagna sarebbero connessi ulteriori tre getti, catalogati come HH 800, HH 801 e HH 802, con un potente getto visibile anche in luce ottica della lunghezza di ben 2 parsec (circa 7 anni luce).